# Сухой Лог (Ставропольский край)
Сухо́й Лог — посёлок в составе Труновского района (муниципального округа) Ставропольского края России.

## География
Расстояние до краевого центра: 48 км.
Расстояние до районного центра: 20 км.

## История
В 1972 году Указом Президиума ВС РСФСР посёлок отделения № 4 совхоза им. Кирова переименован в Сухой Лог.
До 16 марта 2020 года Сухой Лог входил в состав муниципального образования «Сельское поселение Кировский сельсовет».

## Население
| 1989 | 2002 | 2010 | 2014 | 2019 | 2020 |
| ---- | ---- | ---- | ---- | ---- | ---- |
| 211  | ↗272 | ↘228 | ↗300 | ↘112 | ↘107 |

По данным переписи 2002 года, 62 % населения — русские.